# Jaclyn Smith
Jaclyn Smith, właśc. Jacquelyn Ellen Smith (ur. 26 października 1945 w Houston) – amerykańska aktorka telewizyjna i filmowa, modelka i producentka filmowa.
Odtwórczyni roli Kelly Garrett, jednej z trzech prywatnych pań detektyw w serialu ABC Aniołki Charliego (Charlie’s Angels, 1976–81). Nominowana do nagrody Złotego Globu za rolę Jacqueline Kennedy w trzygodzinnym filmie telewizyjnym ABC Jacqueline Bouvier Kennedy (1981). Zyskała miano „królowej mini-seriali”. W 1989 otrzymała własną gwiazdę w Alei Gwiazd w Los Angeles znajdującą się przy 7000 Hollywood Boulevard.

## Życiorys

### Wczesne lata
Urodziła się w Houston w stanie Teksas, jako jedyna córka i starsze dziecko Margaret Ellen „Mimi” Hartsfield (1914-2009), córki pastora metodysty i Jacka Smitha (z domu Jacob Kupferschmidt lub Coopersmith; zm. 1993), żydowskiego dentysty. Wychowywała się z młodszym bratem Thomasem Hartsfieldem Beville Seniorem. Od wczesnych lat dziecięcych marzyła o karierze tancerki i uczyła się tańca w szkole baletowej w Houston. Z tysiącem dolarów od ojca, opuściła rodzinny Teksas i przeniosła się do Nowego Jorku, gdzie zdała egzamin do prestiżowej School of America Ballet i uczyła się u George’a Balanchine’a. Poznała co znaczy dyscyplina zawodowa. Chciała potem wrócić, ale wszystko ułożyło się inaczej.
Zainspirowana przez nauczycielkę dramatu Ruth Denney w szkole średniej Lamar High School w Houston, od roku 1964 studiowała sztukę dramatyczną w Trinity University w San Antonio w stanie Teksas, lecz stęskniona za domem przeniosła się do Nowego Jorku i zamieszkała w hotelu dla kobiet Barbizon.

### Kariera
Podczas studiów uniwersyteckich w Houston kilkakrotnie zwyciężała w konkursach piękności. Potem rozpoczęła karierę sceniczną wraz z amatorską trupą teatralną i występowała w spektaklach takich jak West Side Story, Mężczyźni wolą blondynki (ang. Gentlemen Prefer Blondes), Bye, Bye Birdie i Peg, odwiedzając Boston, New Jersey i wreszcie Nowy Jork. W 1973 podjęła pracę jako modelka reklamująca szampon Breck. Nieco później swoim wizerunkiem promowała zapach perfum Max Factor, szampon Wella, Martini, McCallsa, Epris, Kmart i pastę do zębów Rembrant Toothpaste.
Debiutowała na dużym ekranie rolą modelki w komedii romantycznej Goodbye, Columbus, (1969), a potem zagrała trzecioplanową postać dziennikarki Belindy w melodramacie sensacyjno-przygodowym Awanturnicy (The Adventurers, 1970) z Charles’em Aznavourem, Candice Bergen, Olivią de Havilland i Ernestem Borgnine’em. Początkiem kariery kinowej była główna rola u boku Roberta Mitchuma w thrillerze Nocne zabójstwo (Nightkill, 1980). Zagrała potem narzeczoną scenarzysty w dramacie lat 30. Déjà Vu (1985) w reżyserii jej ówczesnego męża Anthony’ego B. Richmonda.
Jej przełomową rolą okazała się postać subtelnej Kelly Garrett, jednej z trzech prywatnych pań detektywów, pracujących w agencji detektywistycznej tajemniczego milionera Charliego Townsenda w serialu Aniołki Charliego (Charlie’s Angels, 1976-1981). Smith odrzuciła propozycję zagrania roli enigmatycznej agentki CIA i astronautki, dr Holly Goodhead w serii o Jamesie Bondzie Moonraker (1979) z powodu konfliktów w harmonogramie z Aniołkami Charliego.
Była na okładkach magazynów „Harper’s Bazaar” (we wrześniu 1978, w czerwcu 1979, w sierpniu 1990), „People” (w październiku 1978 i październiku 1981), „Vogue” (w lutym 1979), „Cosmopolitan” (we wrześniu 1981), „TV Guide” (w październiku 1981) i „Time” (w lutym 1982).
Następnie wystąpiła jako Sally Cary Fairfax, pierwsza miłość tytułowego pierwszego amerykańskiego prezydenta i żona jego najlepszego przyjaciela w nominowanym w sześciu kategoriach do nagrody Emmy miniserialu wojennym CBS Jerzy Waszyngton (1984). Kiedy w Anglii dostała rolę legendarnej angielskiej pielęgniarki w biograficznym dramacie NBC Florence Nightingale (1985), prasa była pewna wątpliwości, czy Jaclyn sobie poradzi z tą postacią angielskiej pielęgniarki z epoki wiktoriańskiej.
Po otrzymaniu w Stanach Zjednoczonych tytułu królowej miniserialów rozpoczął się nowy etap znaczony sukcesami. Powodzeniem cieszyły się role głównych bohaterek w adaptacjach telewizyjnych NBC powieści Sidneya Sheldona: Gniew aniołów (ang. Rage of Angels, 1983) i jego sequelu Gniew aniołów-kontynuacja (1986), Wiatraki bogów (1988) i Danielle Steel: Kalejdoskop (1990) i Album rodzinny (1994).
Od roku 1985 firmowała produkcję strojów Sears Holdings Corporation, sprzedawanych w domach towarowych Kmart. Była ekranową partnerką Richarda Chamberlaina w dreszczowcu ABC Tożsamość Bourne’a (1988) na podstawie powieści Roberta Ludluma, gdzie zagrała postać Marie St. Jacques – dojrzałej, pełnej impetu kobiety, która nagle pełni rolę pośredniego ogniwa między tajemniczym nieznajomym a osobami związanymi z polityką. W 1990 znalazła się w magazynie „People” jako jedna z 50. najpiękniejszych ludzi świata.
Na duży ekran powróciła dopiero w 2003 epizodyczną rolą Kelly Garrett w kinowej wersji serialu Aniołki Charliego: Zawrotna szybkość (Charlie’s Angels: Full Throttle, 2003) z Cameron Diaz, Drew Barrymore i Lucy Liu.
W 2007 była nominowana do TV Land Award.
W 2019, po 39 latach, na planie filmowym telewizyjnego melodramatu Lifetime Random Acts of Christmas spotkała się ponownie z Patrickiem Duffym, który wystąpił gościnnie w dwóch odcinkach Aniołków Charliego – pt. Jedna miłość... Dwa aniołki (One Love... Two Angels, 1980).

## Życie prywatne
Jest czterokrotną mężatką; z aktorami – Rogerem Davisem (1972-1975; spotykała się z nim od roku 1967) i Dennisem Cole’em (1978-1981; poznała go w 1977), producentem filmowym Anthonym B. Richmondem (1981-1989; spotykała się z nim od roku 1980), z którym ma syna Gastona Anthony’ego (ur. 19 marca 1982) i córkę Spencer Margaret (ur. 4 grudnia 1985). W latach 1976–77 była także związana z aktorem Reidem Smithem. W dniu 11 października 1997 roku wyszła za mąż po raz czwarty za doktora Brada Allena, chirurga z Chicago.
Jaclyn była zakochana w Wyspach Bahia i kupiła tam dom.

## Filmografia

### Filmy kinowe
- 1969: Żegnaj Kolumbie (Goodbye, Columbus) jako modelka
- 1970: Awanturnicy (The Adventurers) jako dziennikarka Belinda
- 1974: Przemytnicy (Bootleggers) jako Sally Fannie Tatum
- 1976: Cudowne dziecko i przygody w lunaparku (The Whiz Kid and the Carnival Caper) jako Cathy Martin
- 1980: Nocne zabójstwo (Nightkill) jako Katherine Atwell
- 1985: Déjà Vu jako Brooke/Maggie
- 2003: Aniołki Charliego: Zawrotna szybkość (Charlie’s Angels: Full Throttle) jako Kelly Garrett w meksykańskim barze
- 2019: Aniołki Charliego jako Kelly Garrett

### Filmy TV
- 1972: Och, niańko ! (Oh, Nurse!)
- 1972: Poszukiwanie (Probe)
- 1974: Grzech, amerykański styl (Sin, American Style) jako Susan Cole
- 1975: Zmiana (Switch) jako Ali
- 1976: Aniołki Charliego (Charlie’s Angels) jako Kelly Garrett
- 1977: Ucieczka na Bogen County (Escape from Bogen County) jako Maggie Bowman
- 1978: Pasożyty (The Users) jako Elena Scheider
- 1981: Jacqueline Bouvier Kennedy jako Jacqueline Kennedy
- 1983: Gniew aniołów (Rage of Angels) jako adwokat Jennifer Parker
- 1984: Sentymentalna podróż (Sentimental Journey)
- 1984: Ta Noc uratuje Boże Narodzenie (The Night They Saved Christmas) jako Claudia Baldwin
- 1985: Florence Nightingale jako Florence Nightingale
- 1986: Gniew aniołów-kontynuacja (Rage of Angels: The Story Continues) jako adwokat Jennifer Parker
- 1988: Młyny Bogów (Windmills of the Gods) jako Mary Ashley, ambasador USA w Rumunii
- 1988: Tożsamość Bourne’a (The Bourne Identity) jako Marie St. Jacques
- 1989: Więzy krwi (Settle the Score) jako Katherine Whately
- 1989: Christine Cromwell: Things That Go Bump in the Night jako detektyw Christine Cromwell
- 1989: Christine Cromwell jako detektyw Christine Cromwell
- 1990: Kalejdoskop (Kaleidoscope) jako Hilary Walker
- 1991: Pocałunki i kłamstwa (Lies Before Kisses) jako Elaine Sanders
- 1991: Dylemat (The Rape of Doctor Willis) jako dr Kate Willis
- 1992: W herbie mordercy (In the Arms of a Killer) jako Maria Quinn
- 1992: Miłość może zabić (Love Can Be Murder) jako Elizabeth Bentley
- 1992: Koszmar w biały dzień (Nightmare in the Daylight) jako Megan Lambert
- 1994: Album Rodzinny (Family Album) jako Faye Price Thayer
- 1994: Ofiara gniewu (Cries Unheard: The Donna Yaklich Story) jako Donna Yaklich
- 1996: Fałszywa przyjaciółka (My Very Best Friend) jako Dana
- 1997: Poślubić nieznajomego (Married To A Stranger) jako Megan Potter
- 1998: Zanim się zbudzi (Before He Wakes) jako Bridgette Smith Michaels
- 1999: Swobodny lot (Free Fall) jako Renee Brennan
- 1999: Sekret trzech kobiet (Three Secrets) jako Diane
- 2000: Za głosem serca (Navigating the Heart) jako Edith Iglauer
- 2005: Co niesie życie (Ordinary Miracles, Hallmark) jako sędzia Kay Woodbury
- 2015: Bridal Wave jako Felice Hamilton

### Seriale TV
- 1970: Przepiórka rodzinna (The Partridge Family) jako Tina
- 1973: McCloud jako Jackie
- 1975: Rekruci (The Rookies) – odcinek pt. The Code Five Affair jako Judy March
- 1975: Zmiana (Switch) – odcinki pt. Death Heist i The Late Show Murders jako Ali
- 1975: Otrzymać miłość Christie (Get Christie Love) – odcinek pt. A Fashion Heist jako Sari Lancaster
- 1975: McCloud jako Margaret ‘Ellie’ Hart
- 1976: Disneyland jako Cathy Martin
- 1976-81: Aniołki Charliego (Charlie’s Angels) jako Kelly Garrett
- 1977: Statek miłości (The Love Boat) – odcinek pt. A Oh Dale/The Main Event/Tasteful Affair jako Janette Bradford
- 1977: The San Pedro Beach Bums – odcinek pt. Angels and the Bums jako Kelly Garrett
- 1984: Jerzy Waszyngton (George Washington) jako Sally Fairfax
- 2000: Jak pan może, panie doktorze? (Becker) – odcinek pt. The Wrong Man jako Megan
- 2001: Jak pan może, panie doktorze? (Becker) – odcinek pt. Śliczna trucizna (Pretty Poison) jako Megan
- 2002-2004: Bez pardonu (The District, CBS) jako Vanessa Cavanaugh
- 2004: Nadzieja i wiara (Hope & Faith) – odcinki pt. Natal Attraction i Stand by Your Mandi jako Anne Osvath
- 2010: Prawo i porządek: sekcja specjalna (Law & Order: Special Victims Unit) jako Susan Delzio
- 2012: CSI: Kryminalne zagadki Las Vegas (C.S.I.: Crime Scene Investigation) jako Olivia Hodges

## Nagrody
| Rok  | Nagroda                                       | Kategoria                       |
| ---- | --------------------------------------------- | ------------------------------- |
| 1978 | Nagroda Photoplay – Złoty Medal               | Ulubiony symbol kobiecego seksu |
| 1979 | Nagroda „Bravo”: Brązowa statuetka Bravo Otto | Najlepsza gwiazda telewizyjna   |
| 1980 | Nagroda „Bravo”: Brązowa statuetka Bravo Otto | Najlepsza gwiazda telewizyjna   |
| 2010 | TV Land Award                                 | Pani, którą kochasz oglądać     |
| 2017 | Nagroda honorowa w San Antonio                | Texas Medal of Arts             |